# Titanic (musikgrupp)
Titanic var namnet på en norsk-engelsk rockgrupp, hemmahörande i Oslo. Deras största framgång kom med låten Sultana i början av 1970-talet.
Följande musiker har varit med i Titanic:
- Helge Grøslie - Klaviatur
- Jan Løseth - Gitarr
- John Lorck - Trummor
- John Williams - Bas, gitarr, sång
- Kjell Asperud - Sång, percussion
- Roy Robinson - Sång
- Saint Claire Brunet - Bas
- Andrew Railston - Trummor
- Arica Siggs - Bas
- Claude Chamboissier - Klaviatur
- Trond Rabben - Trummor
- Runar Gjøsund - Bas
- Kenny Aas - Klaviatur, bas
- Tore Syvertsen - Bas
- Mike Piccirillo - Bas

## Diskografi
- Titanic - 1971
- Sea Wolf - 1972
- Eagle Rock - 1973
- Ballad Of A Rock 'N' Roll Loser - 1975